# محمد كشود
محمد كشود (توفي 17 يناير 2020) سياسي جزائري ووزير السابق للعلاقات مع البرلمان في حكومتي أويحيى الثانية و حمداني ، وعضو القيادة الوطنية لمنظمة المجاهدين.
شارك محمد كشود في ثورة التحرير الجزائرية وكان يكنى "مراد عبد الله"، بداية من سنة 1956 تاريخ التحاقه بصفوف جيش التحرير الوطني الجزائري. ألقت السلطات الفرنسية المستعمرة القبض عليه ليسجن في 1957، واستطاع الفرار من سجنه سنة 1961.